# 吉良義勝
吉良 義勝（きら よしかつ）は、江戸時代中期の旗本。
明和3年（1766年）4月、父吉良義孚が没すると家督を相続する。同8年（1771年）11月27日、書院番に任じられた。安永6年（1777年）死去。家督は長男の義渡が相続した。